# پنهان‌پایان
پنهان‌پایان (نام علمی: Aistopoda) نام یک راسته از زیررده پوک‌مهرگان است.